# Districte de Stropkov
El districte de Stropkov - (eslovac) Okres Stropkov - és un dels 79 districtes d'Eslovàquia. Es troba a la regió de Prešov, al nord del país. Té una superfície de 388,98 km², i el 2013 tenia 20.787 habitants. La capital és Stropkov.

## Demografia
| Godina             | 1994   | 2004   | 2014   | 2024   |
| ------------------ | ------ | ------ | ------ | ------ |
| Nombre de persones | 20.304 | 20.902 | 20.744 | 19.414 |
| Diferència         |        | +2,94% | −0,75% | −6,41% |

| Godina             | 2023   | 2024   |
| ------------------ | ------ | ------ |
| Nombre de persones | 19.553 | 19.414 |
| Diferència         |        | −0,71% |

## Llista de municipis

### Ciutats
- Stropkov

### Pobles
Baňa | Breznica | Breznička | Brusnica | Bukovce | Bystrá | Bžany | Duplín | Gribov | Havaj | Chotča | Jakušovce | Kolbovce | Korunková | Kožuchovce | Krišľovce | Kručov | Krušinec | Lomné | Makovce | Malá Poľana | Miková | Miňovce | Mrázovce | Nižná Olšava | Oľšavka | Potoky | Potôčky | Soľník | Staškovce | Šandal | Tisinec | Tokajík | Turany nad Ondavou | Varechovce | Veľkrop | Vislava | Vladiča | Vojtovce | Vyškovce | Vyšná Olšava | Vyšný Hrabovec
1. 1 2  «Počet obyvateľov podľa pohlavia - obce (ročne) [om7102rr_obce=AREAS_SK]».   Statistical Office of the Slovak Republic, 31-03-2025. [Consulta: 31 març 2025].